# Sofia d'Edimburg
Sofia, duquessa d'Edimburg (nascuda Sophie Helen Rhys-Jones; Oxford, Anglaterra, 20 de gener de 1965), és l'esposa del Príncep Eduard, duc d'Edimburg, fill menor de la reina Elisabet II del Regne Unit i del Príncep Felip, duc d'Edimburg. Arran del seu matrimoni ostenta la dignitat de Princesa Britànica amb el títol de comtessa de Wessex i el tractament d'Altesa Reial, des del 19 de juny de 1999. Te dos fills, Lady Louise, nascuda el 2003 i Jaume, vescomte Severn, nascut el 2007.